# Licos de Sarmàcia
Licos de Sarmàcia (Lycus, Λύκος) fou el nom d'un riu de Sarmàcia al país dels tisagetes (thyssagetae) que desaiguava al Palus Maeotis (Mar d'Azov). Podria ser el mateix riu que Plini el Vell esmenta com Lagous i podria correspondre al modern Volga, si bé sembla més probable que correspongui al Medweditza.